# تیم ملی بسکتبال زیمبابوه
تیم ملی بسکتبال زیمبابوه، نمایندهٔ زیمبابوه در مسابقات بین‌المللی بسکتبال است. این تیم توسط فدراسیون بسکتبال زیمبابوه (BUZ) اداره می‌شود.